# یحیی الشهری
یحیی الشهری (عربی: يحيى الشهري؛ زاده ۸ مهٔ ۱۹۹۱) یک بازیکن فوتبال اهل عربستان سعودی است.
وی همچنین در تیم ملی فوتبال عربستان سعودی بازی کرده‌است.